# Danh sách chỉ dẫn địa lý ở Việt Nam
Chỉ dẫn địa lý ở Việt Nam là cách nhận biết nguồn gốc sản phẩm hàng hóa từ các địa phương Việt Nam với chất lượng và danh tiếng nhất định từ các địa phương đó. Cách nhận biết này dùng để quảng bá sản phẩm hàng hóa, nâng cao mức độ thương mại. Đến giữa 2018, Việt Nam có 60 chỉ dẫn địa lý được bảo hộ.
Đây là Danh sách chỉ dẫn địa lý ở Việt Nam.

## Chỉ dẫn địa lý ở Đồng bằng sông Hồng
1. Chả mực Hạ Long
2. Hoa mai vàng Yên Tử
3. Con ngán Quảng Ninh
4. Sá sùng Vân Đồn
5. Vải thiều Thanh Hà
6. Thuốc lào Tiên Lãng
7. Thuốc lào Vĩnh Bảo
8. Nhãn lồng Hưng Yên
9. Chuối ngự Đại Hoàng
10. Gạo Tám xoan Hải Hậu
11. Thịt dê Ninh Bình[2]

## Chỉ dẫn địa lý ở trung du và miền núi phía Bắc
1. Mật ong bạc hà Mèo Vạc
2. Cam sành Hà Giang
3. Hồng không hạt Quản Bạ
4. Gạo tẻ Già Dui Xín Mần
5. Hạt dẻ Trùng Khánh
6. Hồng không hạt Bắc Kạn
7. Quýt Bắc Kạn
8. Gạo nếp Khẩu Tan Đón Thẩm Dương
9. Quế Văn Yên
10. Gạo Mường Lò
11. Chè Tân Cương
12. Hoa hồi Lạng Sơn
13. Hồng không hạt Bảo Lâm
14. Vải thiều Lục Ngạn
15. Bưởi Đoan Hùng
16. Gạo Điện Biên
17. Chè Shan tuyết Mộc Châu
18. Xoài tròn Yên Châu
19. Cà phê Sơn La
20. Cam Cao Phong

## Chỉ dẫn địa lý ở Bắc Trung Bộ và Duyên hải Miền Trung
1. Mắm tôm Hậu Lộc
2. Cói Nga Sơn
3. Bưởi Luận Văn
4. Quế Thường Xuân
5. Cam Vinh
6. Bưởi Phúc Trạch
7. Hạt tiêu Quảng Trị
8. Nón lá Huế
9. Quế vỏ Trà My
10. Sâm củ Ngọc Linh
11. Sò huyết Ô Loan
12. Nho Ninh Thuận
13. Thịt cừu Ninh Thuận
14. Nước mắm Phan Thiết
15. Thanh long Bình Thuận

## Chỉ dẫn địa lý ở Tây Nguyên
1. Sâm củ Ngọc Linh
2. Cà phê nhân Buôn Ma Thuột

## Chỉ dẫn địa lý ở Đông Nam Bộ
1. Hạt điều Bình Phước
2. Mãng cầu Bà Đen
3. Bưởi Tân Triều
4. Chôm chôm Long Khánh
5. Hạt tiêu đen Bà Rịa - Vũng Tàu

## Chỉ dẫn địa lý ở đồng bằng sông Cửu Long
1. Xoài cát Hòa Lộc
2. Vú sữa Lò Rèn Vĩnh Kim
3. Bưởi Da xanh Bến Tre
4. Dừa uống nước Xiêm Xanh Bến Tre
5. Bưởi Năm Roi Bình Minh
6. Gạo Nàng Nhen Thơm Bảy Núi
7. Nước mắm Phú Quốc
8. Muối Bạc Liêu
9. Gạo Một bụi đỏ Hồng Dân